# Spinicranaus camposi
Spinicranaus camposi is een hooiwagen uit de familie Cranaidae.